# Rolf Engler (Politiker)

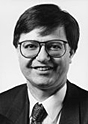
Rolf Engler

Rolf Engler (* 3. August 1951 in Appenzell, heimatberechtigt in Urnäsch) ist ein Schweizer Politiker (CVP).
Engler zog zum 2. März 1987 in den Nationalrat ein und hatte dort in der Staatspolitischen Kommission, sowie der Kommission für Rechtsfragen Einsitz. Bei den Parlamentswahlen 1999 trat er nicht mehr an und schied daher zum 5. Dezember 1999 aus der grossen Kammer aus.
Der Anwalt (lic. iur.) ist verheiratet und hat drei Kinder.